# Фукуєй-Мару № 2
Фукуєй-Мару № 2 — транспортне судно, яке під час Другої світової війни брало участь в операціях японських збройних сил на Тихому океані.
Фукуєй-Мару № 2 спорудили у 1939 році на верфі Kawaminami Kogyo на замовлення компанії Toa Baoeki. У 1941-му новим власником стала компанія Nitto Kogyo Kisen.
26 січня судно прямувало у складі конвою разом зі ще двома суднами без охорони та перебувало за чотири з половиною сотні кілометрів на південний схід від Палау. Конвой перехопив підводний човен Wahoo, першою жертвою якого стало Фукуєй-Мару № 2 (відтак субмарина знищила другий транспорт Буйо-Мару).